# Mozilla Thunderbird
Mozilla Thunderbird je odprtokoden odjemalec za elektronsko pošto, vire RSS, novičarske skupine in klepet. Razvija ga organizacija Mozilla in z njim upravlja podružnica MZLA Technologies Corporation. Najnovejša različica deluje v sistemih Windows 10/11, MacOS 10.15 in novejših ter v sistemih Linux.

## Zgodovina
Razvojno ime Thunderbirda je bilo "Minotaur". Prva različica Thunderbirda (0.1) je bila izdana 28. julija 2003, vendar je uradna različica 1.0 izšla šele 7. decembra 2004. Tako kot spletni brskalnik Mozilla Firefox je tudi Thunderbird izšel kot samostojen program iz zbirke Mozilla Suite. Mozilla je Firefox in Thunderbird razvijala povezano in Thunderbird je predstavljal komplement Firefoxu.
Kasneje se je znotraj Mozilla Foundation oblikovala skupina Mozilla Messaging, zadolžena za razvijanje Thunderbirda.
Leta 2012 je Mozilla Messaging prenehala obstajati, razvijanje novih funkcij pa je bilo prepuščeno skupnosti. Odtlej izhajajo samo še različice ESR – večje izdaje z novimi funkcijami so izdane vsakih 42 tednov, med njimi pa izhajajo le varnostni in zanesljivostni popravki, za katere še vedno skrbi Mozilla.
Decembra 2015 je Mozilla objavila, da namerava prenehati s podporo Thunderbirda in ga po možnosti prepustiti drugi organizaciji. Maja 2017 je bilo oznanjeno, da bo Thunderbird sicer ločen od infrastrukture Mozilla Corporation, da pa bo Mozilla ostala krovna organizacija Thunderbirda v pravnem in finančnem pogledu. Ekipi za razvoj Thunderbirda so bili dodeljeni novi razvijalci in program je doživel več nadgradenj.
Januarja 2020 je bil Thunderbird preseljen pod okrilje novoustanovljenega podjetja MZLA Technologies Corporation v stoodstotni lasti Mozille, kar naj bi omogočilo rast projekta z novimi izdelki in storitvami ter ustvarjanje prihodkov preko partnerstev.
Junija 2022 je bilo objavljeno, da ekipa Thunderbirda prevzema razvoj e-poštnega odjemalca za Android K-9 Mail in da se bo le-ta preimenoval v Thunderbird za Android.

## Značilnosti
Thunderbird ima vse pomembnejše lastnosti naprednih poštnih odjemalcev, kot so:
- protokoli POP3, SMTP, IMAP ter več variacij šifriranja le-teh (SSL, TLS, STARTTLS, OAuth)
- podpora za več poštnih računov
- napredno iskanje po sporočilih
- napredni filtri prejete pošte
- samodejno izločanje neželene pošte (spam) in zaznavanje e-poštnih prevar (phishing)
- imenik (seznam stikov)

Druge možnosti Thunderbirda:
- naročanje na vire novic RSS
- podpora za novičarske skupine Usenet
- klepet (XMPP, IRC, Matrix)
- sistem dodatkov: razširitve dodajo programu razne funkcije, teme mu spremenijo videz
- prilagodljive orodne vrstice
- koledar v obliki dodatka Lightning, ki je od različice 38 privzeto vključen v Thunderbird

## Uporaba
Število uporabnikov Thunderbirda je bilo konec leta 2010 ocenjeno na med 15 in 18 milijonov.